# Тельжан
Тельжа́н (каз. Телжан) — село у складі Уаліхановського району Північноказахстанської області Казахстану. Адміністративний центр Тельжанського сільського округу.
Населення — 346 осіб (2021; 572 у 2009, 769 у 1999, 1225 у 1989).
Національний склад станом на 1989 рік:
- казахи — 31 %
- росіяни — 29 %.

До 2003 року село називалося Толбухінське.